# Artéria gastro-omental direita
A artéria gastro-omental direita (ou gastroepiplóica direita) corre da direita para a esquerda ao longo da curvatura maior do estômago, entre as camadas do omento maior, se anastomosando com o ramo gastro-omental esquerdo da artéria esplênica.
Exceto no piloro (onde ela está em contato com o estômago), a artéria repousa cerca de 3 centímetros abaixo da curvatura maior do estômago.
Esta artéria é um ramo da artéria gastroduodenal. 

## Ramos
Esse vaso fornece diversos ramos:
- "Ramos gástricos": ascendem para vascularizar as duas superfícies do estômago.
- "Ramos omentais": descem para vascularizar o omento maior e se anastomosam com ramos da artéria cólica média.